# Sylvia Robinson
Sylvia Robinson, geboren als Sylvia Vanderpool (New York, 6 maart 1936 – Secaucus (New Jersey), 29 september 2011), was een Amerikaans zangeres, muziekproducente en songwriter. In 1979 richtte ze het label Sugarhill Records op. Ze schreef onder meer Rapper's Delight van The Sugarhill Gang en The Message van Grandmaster Flash and the Furious Five. Door haar werk in de beginjaren van de hiphop (1979–1982) wordt ze vaak omschreven als 'de moeder van de hiphop'.

## Biografie
Ze volgde lessen aan de Washington Irving High School en werd op veertienjarige leeftijd ontdekt door een scout. Haar eerste opname was met de trompettist Hot Lips Page voor Columbia Records. In 1956 vormde ze samen met haar gitaarleraar Mickey Baker een duo onder de naam 'Mickey & Sylvia'. Ze sloten een overeenkomst met RCA Records en hadden een hit met het liedje Love Is Strange, dat in 1987 gebruikt werd voor de film Dirty Dancing. Het duo viel uiteen toen Baker in 1962 naar Parijs verhuisde.
Sylvia trouwde in 1964 met muzikant Joe Robinson. Zij richtten samen in Englewood (New Jersey) een studio op, genaamd Soul Sound, waarin ze achtsporenopnames maakten voor onafhankelijke platenlabels. Sylvia schreef en produceerde muziek voor lokale groepen. Ze richtte in 1968 tevens met haar man het platenlabel All Platinum op. Ze schreef het liedje Pillow Talk voor soulzanger Al Green, maar hij vond het te gewaagd en dus werd haar eigen versie uitgebracht. De single bereikte in 1973 de derde plaats in de Amerikaanse en veertiende plaats in de Britse hitlijst. In 1975 schreef en produceerde ze het nummer Shame, Shame, Shame van Shirley & Company.
Aan het eind van de jaren zeventig raakte ze verwikkeld in een aantal juridische zaken en All Platinum kreeg te kampen met financiële problemen. Haar zoon bracht haar op de hoogte van de hiphop, een genre dat toen nog in de kinderschoenen stond. Ze zag een kans om uit de problemen te raken en maakte met een drietal rappers uit New York (onder de naam Sugarhill Gang) het nummer Rapper's Delight. Het werd in 1979 als single uitgegeven op het door Robinson en haar man opgerichte label Sugarhill Records. De single was een groot succes.

The DJ was talking over the music, and the kids were going crazy. [...] All of a sudden, something said to me: 'Put something like that on a record, and it will be the biggest thing you ever had'. I didn't even know you called it rap.
— Robinson over haar idee om een 'rapplaat' op te nemen.

In 1982 gaf Sugarhill Records het nummer The Message van Grandmaster Flash and the Furious Five uit. Ook dit label kreeg veel juridische en financiële problemen; onder anderen Grandmaster Flash klaagden Robinson aan voor het niet betalen van verschuldigde royalty's. In 1986 werd Sugarhill Records aan Rhino Records verkocht. Robinson nam in de jaren negentig afscheid van de muziekindustrie.

## Discografie

### Mickey & Sylvia
- Mickey & Sylvia (1957)
- New Sounds (1957)
- Love Is Strange (1957)
- Do It Again (1973)
- The Willow Sessions (1996)
- Love Is Strange: A Golden Classics Edition (1997)

### Sylvia
- Pillow Talk (1973)
- Sylvia (1976)
- Lay It On Me (1977)
- The Great Works of Sylvia & George: Queen & King of Sweet N.J. (1990)